# Plac Pięciu Rogów w Warszawie

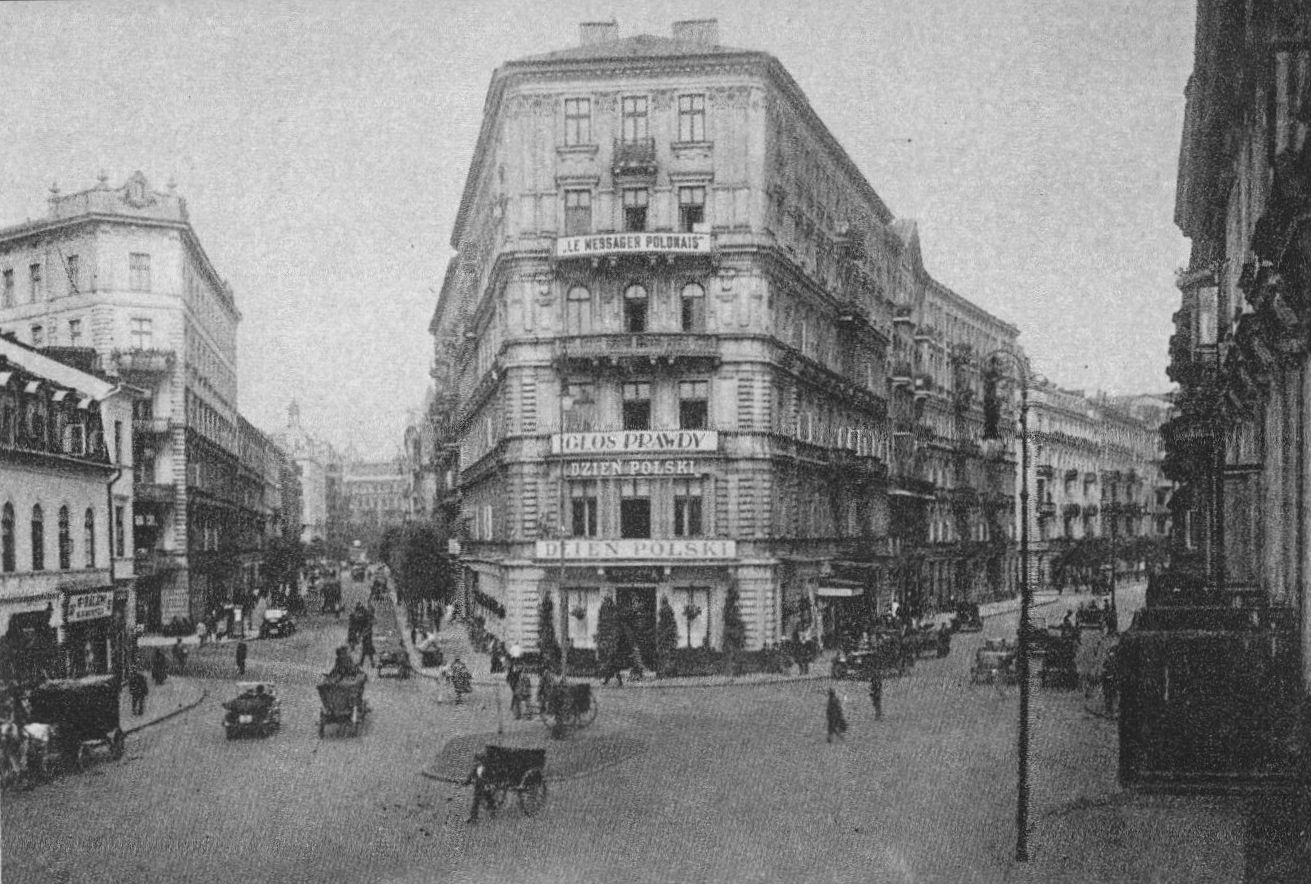
Zbieg ulic Szpitalnej i Zgoda przed 1939

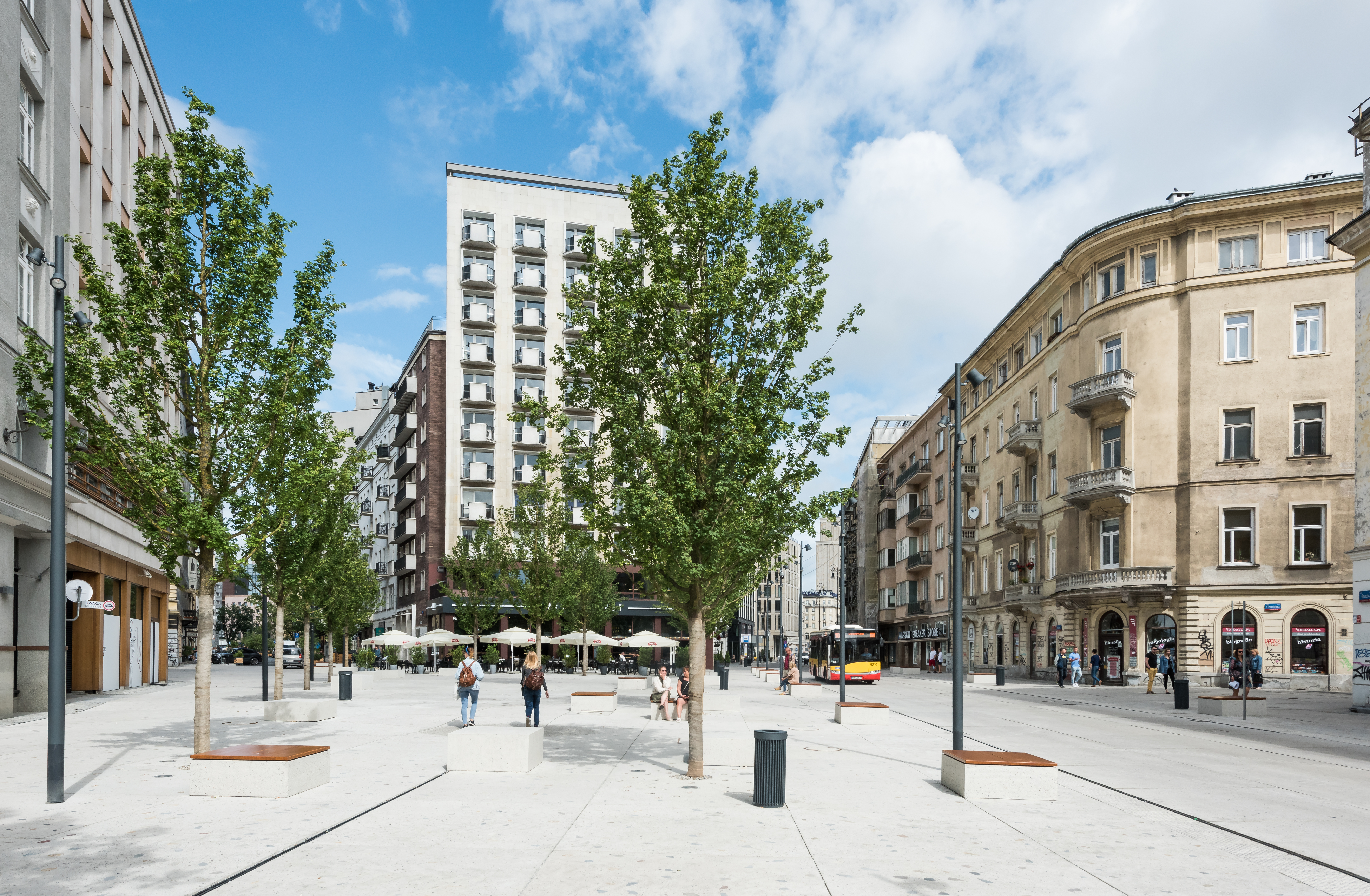
Plac od strony południowej (2022)

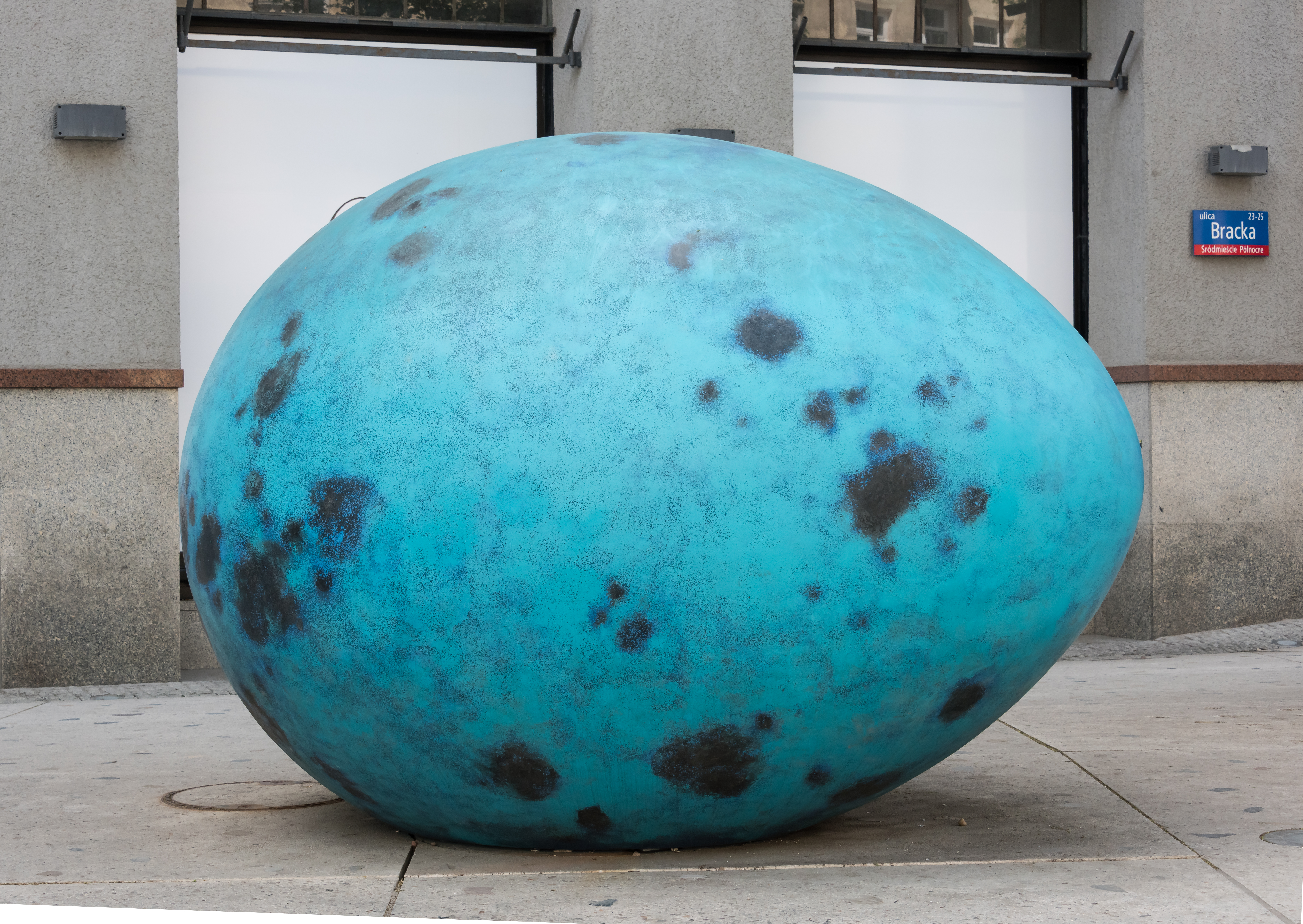
Rzeźba akustyczna Pisklę. Drozd śpiewak Joanny Rajkowskiej (2025)

Plac Pięciu Rogów – nieformalna nazwa placu znajdującego się u zbiegu ulic: Brackiej, Kruczej, Zgody, Szpitalnej i Chmielnej w Warszawie. 

## Opis
Idea stworzenia w tym miejscu placu miejskiego pojawiła się w 2010 roku w koncepcji Andrzeja Michalika (PRC Architekci) i Roberta Mandżunowskiego (LHI) przy rewitalizacji ul. Chmielnej w związku z budową Nowego Domu Braci Jabłkowskich. 
W 2016 roku Urząd m.st. Warszawy z ogłosił konkurs na koncepcję zagospodarowania tego miejsca. Zaplanowano powiększenie przestrzeni dla pieszych, spowolnienie ruchu kołowego i zmniejszenie liczby miejsc parkingowych. Wyniki konkursu opublikowano w listopadzie 2016. Prezentowane projekty zakładały ograniczenie wjazdu na plac od strony ul. Zgoda z poprowadzeniem ruchu Szpitalną w stronę Kruczej, zmianę nawierzchni jezdni i chodników, uzupełnienie zieleni i dodanie elementów małej architektury. Zaplanowano utrzymanie przejazdu przez plac w ciągu ulic Kruczej i Szpitalnej dla autobusów i rowerów.
W lipcu 2020 roku ogłoszono przetarg na wykonanie prac, a umowę z wykonawcą podpisano w grudniu 2020. Prace rozpoczęły się w marcu 2021 roku i zakończyły w lipcu 2022 roku. Na przebudowanym placu posadzono 22 drzewa.
25 sierpnia 2022 roku Rada m.st. Warszawy podjęła uchwałę w sprawie nadania placowi imienia Poli Negri. Wojewoda mazowiecki 28 września 2022 roku stwierdził nieważność powyższej uchwały. Rada m.st. Warszawy 13 października 2022 roku podjęła uchwałę o zaskarżeniu rozstrzygnięcia nadzorczego wojewody do Wojewódzkiego Sądu Administracyjnego (WSA), jednak WSA, a następnie Naczelny Sąd Administracyjny podtrzymały decyzję wojewody.
W 2023 roku plac został jednym z finalistów konkursu „Gazety Wyborczej“ Zaprojektowane po ludzku. W tym samym roku na placu odsłonięto dwutonową rzeźbę akustyczną Pisklę. Drozd śpiewak Joanny Rajkowskiej wykonaną z gipsu akrylowego.

## Ważniejsze obiekty
- Dom Towarowy Braci Jabłkowskich